# Nelusco Giachini
Nelusco Giachini (Livorno, 26 agosto 1924 – 9 gennaio 2000) è stato un politico italiano.
Esponente del Partito Comunista Italiano, fu eletto alla Camera in occasione delle elezioni politiche del 1963, ottenendo 29.622 preferenze; fu rieletto alle politiche del 1968 con 27.015 preferenze.